# Ликузати (Салерно)
Ликузати (итал. Licusati) је насеље у Италији у округу Салерно, региону Кампанија.
Према процени из 2011. у насељу је живело 1600 становника. Насеље се налази на надморској висини од 254 м.